# Arrhaphipterus zoroastres
Arrhaphipterus zoroastres is een keversoort uit de familie Rhipiceridae. De wetenschappelijke naam van de soort is voor het eerst geldig gepubliceerd in 1997 door Wurst.